# Ludwigshöhe (Allemagne)
Pour les articles homonymes, voir Ludwigshöhe (homonymie).
Ludwigshöhe est une municipalité de la Verbandsgemeinde Guntersblum, dans l'arrondissement de Mayence-Bingen, en Rhénanie-Palatinat, dans l'ouest de l'Allemagne.

## Illustrations

VLocalisation de Ludwigshöhe dans la Verbandsgemeide et dans l'arrondissement